# Baraja inglesa
La baraja inglesa es un conjunto de naipes o cartas, formado por 52 unidades divididas en cuatro palos y 2 comodines adicionales.
La baraja inglesa tiene su origen en la baraja francesa, pero está más difundida. Junto con la baraja española, es uno de los conjuntos de naipes más utilizados del mundo y se utiliza en juegos como el continental, el bridge, la canasta y el póquer.

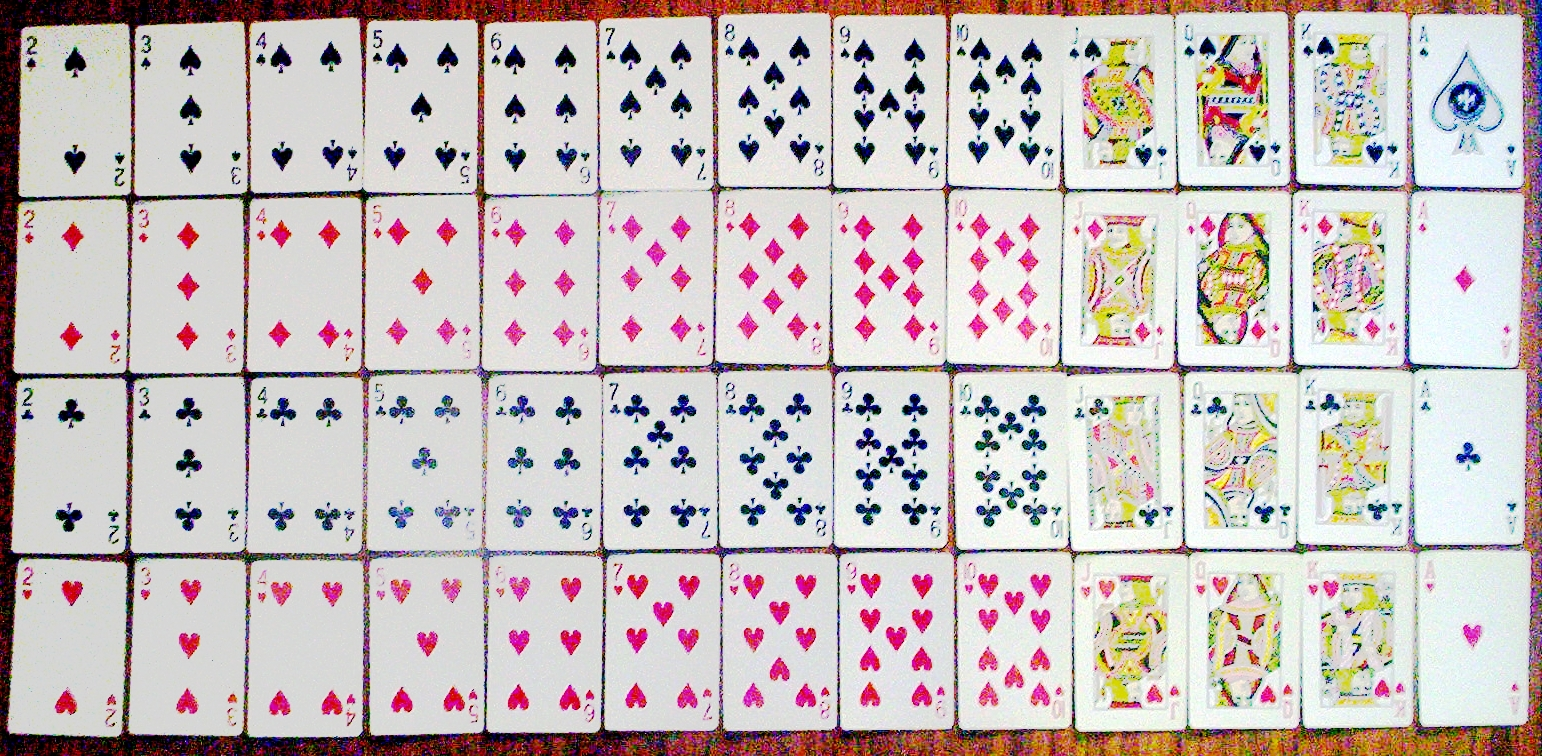
Baraja inglesa

## Características de la baraja inglesa actual
La baraja está dividida en cuatro palos (en inglés: suit), dos de color rojo y dos de color negro:
- ♠ → Picas (conocidas como espadas).[cita requerida]
- ♥ → Corazones (conocidos como copas).[cita requerida]
- ♦ → Diamantes (conocidos como rombos, oros o cocos).[cita requerida]
- ♣ → Tréboles (conocidos como flores o bastos).[cita requerida]

Cada palo está formado por 13 cartas, de las cuales 9 cartas son numerales y 4 literales. Se ordenan de menor a mayor "rango" de la siguiente forma: A ,2, 3, 4, 5, 6, 7, 8, 9, 10, J, Q, K. Las cartas literales de cada palo cuentan con letras derivadas originalmente en la primera letra.
|                      | As (Ace)        | 2              | 3              | 4              | 5              | 6              | 7              | 8              | 9              | 10              | Jota/Sota (Jack)  | Reina/Dama/Quina(cuina) (Queen) | Rey/Kaiser(King) |
| -------------------- | --------------- | -------------- | -------------- | -------------- | -------------- | -------------- | -------------- | -------------- | -------------- | --------------- | ----------------- | ------------------------------- | ---------------- |
| Tréboles (Clubs)     | As de tréboles  | 2 de tréboles  | 3 de tréboles  | 4 de tréboles  | 5 de tréboles  | 6 de tréboles  | 7 de tréboles  | 8 de tréboles  | 9 de tréboles  | 10 de tréboles  | Jota de tréboles  | Reina de tréboles               | Rey de tréboles  |
| Diamantes (Diamonds) | As de diamantes | 2 de diamantes | 3 de diamantes | 4 de diamantes | 5 de diamantes | 6 de diamantes | 7 de diamantes | 8 de diamantes | 9 de diamantes | 10 de diamantes | Jota de diamantes | Reina de diamantes              | Rey de diamantes |
| Corazones (Hearts)   | As de corazones | 2 de corazones | 3 de corazones | 4 de corazones | 5 de corazones | 6 de corazones | 7 de corazones | 8 de corazones | 9 de corazones | 10 de corazones | Jota de corazones | Reina de corazones              | Rey de corazones |
| Picas (Spades)       | As de picas     | 2 de picas     | 3 de picas     | 4 de picas     | 5 de picas     | 6 de picas     | 7 de picas     | 8 de picas     | 9 de picas     | 10 de picas     | Jota de picas     | Reina de picas                  | Rey de picas     |

Los dos comodines se denominan jokers (en singular joker), uno está a colores (amarillo, azul y rojo) y el otro está a blanco y negro.
- Al igual que en la baraja española, se llamó "Espadas" tradicionalmente a las Picas, por la influencia que tenía España en la Europa de entonces. Hoy en día ambas palabras son del mismo palo.

## Historia
No está claro cuál es el origen de los naipes. Comúnmente se acepta que provienen de China, posiblemente derivaron del dominó, y luego fueron introducidos en Europa a través del Medio Oriente.
Primero llegaron no como un objeto tangible, sino en forma de descripción en los relatos y textos de distintos viajeros. De este modo se expandió por Europa la idea de los naipes, que generó posteriormente los diversos modelos de barajas “nacionales”.
Los primeros testimonios de naipes europeos son de principios del siglo XIV, cuando el Consejo de Ciento, prohibió los juegos de cartas en 1310, en Barcelona. A lo largo del siglo siguiente se extendieron por Europa con una enorme celeridad, situación que conocemos debido a las numerosas prohibiciones de este juego.
En 1470, los franceses incorporan los corazones, picas, tréboles y rombos a sus cartas. Como figuras, utilizan héroes de la literatura y de la historia: el Rey David, Alejandro Magno, Julio César, Carlomagno. 
Los ejemplares más antiguos provienen de Italia, influenciados por los naipes de España. Luego se extendió hacia Alemania, cuya baraja dio lugar a la de Francia. Por último en Inglaterra surgió una adaptación de la baraja francesa.

### Llegada desde Francia

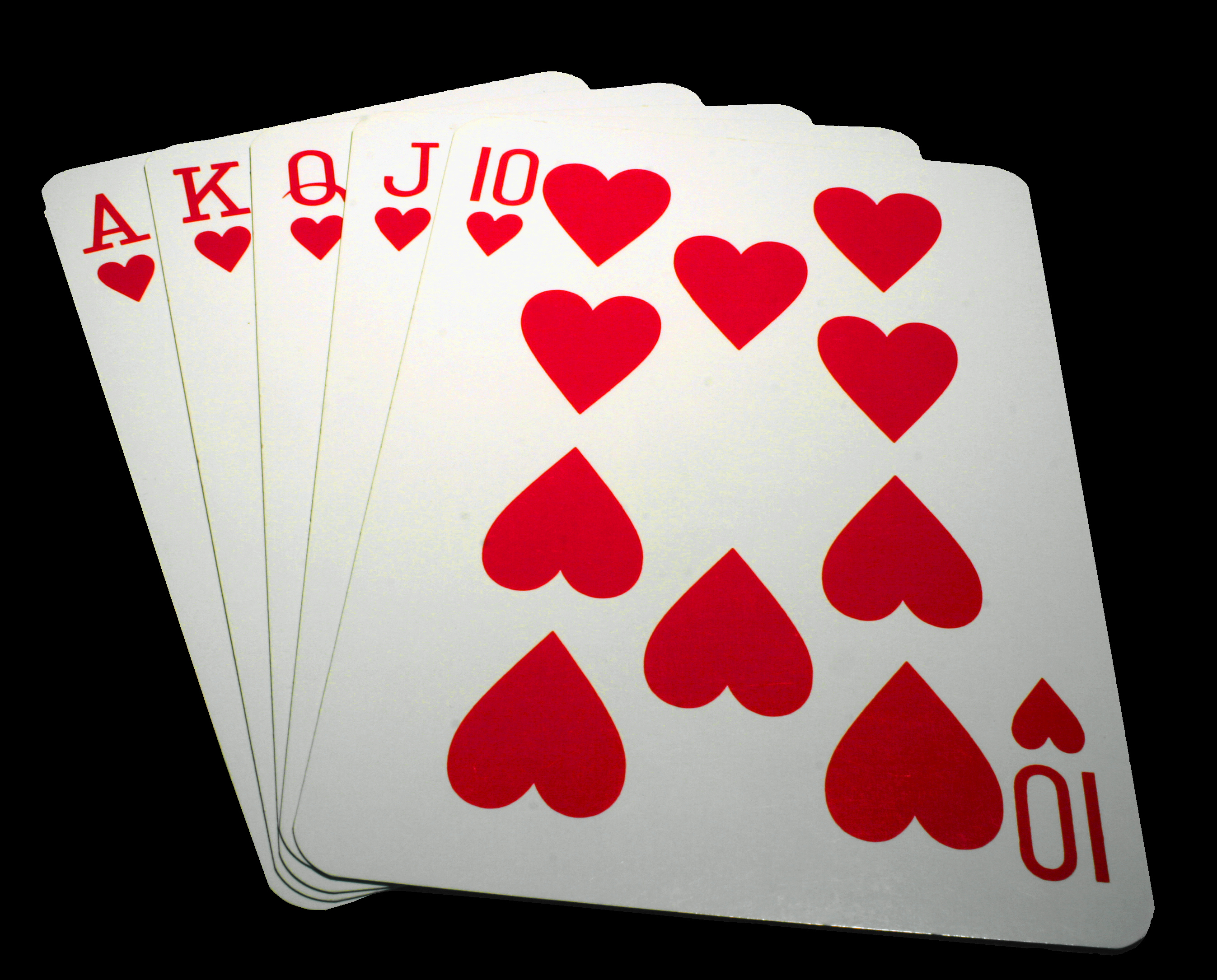
"Flor imperial" en el póquer

Los impresores y grabadores franceses llevaron los naipes hasta Inglaterra. Los dibujos de las figuras de la baraja inglesa derivan del modelo francés llamado de Rouen allí adoptaría la forma de la que actualmente se conoce como baraja inglesa.
En 1628, durante el reinado de Carlos I de Inglaterra, se prohibió la importación de todo tipo de naipes para favorecer la fabricación nacional. De esta prohibición y de la menor habilidad de los grabadores ingleses en comparación con los alemanes y los franceses derivan las actuales figuras de la baraja inglesa, que presentan rasgos más abstractos y simplificados.
La expansión del imperio británico por todo el planeta convirtió la baraja inglesa en el modelo estándar de las cartas de juego.
Hasta la segunda mitad del siglo XVII, las cartas llevaban el reverso en blanco. A partir de ese momento, se comenzaron a imprimir los reversos con el fin de dificultar que los jugadores adivinasen las cartas de sus oponentes.
En 1712 se estableció la obligación de imprimir el sello del impuesto en el as de picas, en el que también debía figurar el nombre del fabricante. En 1882 los fabricantes de naipes británicos crearon la Worshipful Company of Makers of Playing Cards, que desde entonces se reúne anualmente en un banquete en el que es elegido un maestro naipero. Este maestro presenta en el siguiente banquete anual una baraja con una alegoría del acontecimiento más importante del año en su reverso, y su retrato en el As de Picas.
Las figuras reversibles aparecieron hacia 1850, aunque no empezaron a ser aceptadas en los tradicionales clubes británicos hasta, por lo menos, diez años después. Más tarde, se incorporan los índices en todas sus variantes: dos, cuatro, gigante, únicamente numerales. Y en Estados Unidos, aparece la figura del Joker.

## Los palos (suit)
Los nombres de los palos rojos guardan una evidente relación con los signos que los representan. También existe una correspondencia entre los nombres castellanos e ingleses de estos palos. Así, corazones (♥) en inglés es hearts y diamantes (♦) en inglés es diamonds.
Sin embargo, los nombres de los palos negros, aunque en español coinciden con los objetos que representan, en inglés sucede algo curioso. El trébol (♣) es club (palo) y no clover o trefoil; y la pica, representada por una hoja lanceolada (♠), se denomina spade (pala) y no pike o lance.
Un artículo en internet explica lo siguiente:

La razón quizás se encuentre en la extraordinaria influencia que tuvieron en Inglaterra el juego español de "El Hombre" y los palos de la baraja española: de espadas derivó spades (para las picas) y el nombre inglés de los bastos (clubs) se utilizó para denominar el palo de tréboles.
La Baraja Inglesa.

|           | ♥         | ♦         | ♣        | ♠       |
| --------- | --------- | --------- | -------- | ------- |
| Español   | Corazones | Diamantes | Tréboles | Picas   |
| Inglés    | Hearts    | Diamonds  | Clubs    | Spades  |
| Francés   | Cœurs     | Carreaux  | Trèfles  | Piques  |
| Italiano  | Cuori     | Quadri    | Fiori    | Picche  |
| Portugués | Copas     | Ouros     | Paus     | Espadas |
| Ruso      | Червы     | Бубны     | Трефы    | Пики    |

## Las figuras (court cards)
Los nombres de las figuras provienen de personajes de la realeza y en inglés se llaman court cards. La carta J o Jack es conocida como jack, jota o sota y representa a un sirviente. La Q o Queen es conocida como dama o reina  y la K o King el rey.
Los elementos específicos de los diseños de estas cartas son pocas veces usados en los juegos, ya que en la mayoría priman el rango y el palo. Sin embargo, hay varios detalles de interés.
La jota de picas (J♠), la jota de corazones (J♥) y el rey de diamantes (K♦) aparecen dibujados de perfil, a diferencia del resto de las figuras que se les ve toda la cara. Estas cartas eran comúnmente llamadas «tuertos». Había una frase para decidir qué cartas serían los comodines: "acey, ducey, one-eyed Jack" que significa que los ases, doses y las sotas de pica y de corazones sirven de comodín.
Las cuatro reinas sujetan flores en sus manos, pero la de picas (spades) tiene además un cetro, que parece ser un recuerdo de la espada original.
Las hojas que sostiene la jota de corazones en su mano derecha derivan de la empuñadura de la espada que sujetaba en un principio.
Hay hipótesis sobre lo que las figuras representan. Al observar una baraja inglesa actual puede verse que el rey de corazones oculta una espada detrás de su cabeza, por eso se le conoce como «el rey suicida». Originalmente, esta espada era un hacha que mantenía levantado en actitud amenazadora. La figura de este rey empuñando el hacha hizo que muchos vieran en ella el retrato del rey Enrique VIII y una alegoría de su sangrienta historia; sin embargo, el diseño de la figura es anterior a ese rey.
En la baraja francesa, las figuras representaron a personajes históricos, por ejemplo, el rey de corazones era Carlomagno, el rey de diamantes, Julio César, etc. Más tarde se sustituyeron por otros personajes. Sin embargo, la baraja inglesa actual no representa a ninguno. Las particularidades mencionadas y otras, como que le falta el mostacho al rey de corazones, se deben más bien a cambios producidos por el tiempo o la mala calidad de las copias.

## El as
Artículo principal: As (naipe)

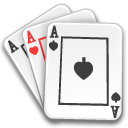
Ases

El nombre en inglés ace, que designa a la carta de cada palo con un solo símbolo, proviene del latín as y del griego heis, palabras para referirse a la unidad. Debería por ello ser la carta inferior de la baraja, sin embargo, en la mayoría de juegos, es la carta de mayor rango.
No se conoce el origen de esta transposición de valores, que algunos atribuyen a los cambios ocurridos durante la guerra de independencia de Estados Unidos y la Revolución francesa, cuando el pueblo en ambos países se rebeló contra sus respectivos soberanos. Aun así, el as correspondía a la carta mayor en varios juegos antes de aquellos sucesos históricos.
De esta carta surgen las expresiones «tener un as bajo la manga» (tener un plan secreto o una ayuda extra) o «ser un as» (ser el mejor en algo).

## ElJoker
El Joker o comodín surgió en Estados Unidos. La palabra significa burlón, bromista o bufón. Esta carta se diferencia del resto porque no tiene rango ni palo y se introduce en los juegos como una carta especial que sustituye a cualquier otra. Solo puede ser utilizada con cartas rojas.
Los diseños más comunes representan la cara o la figura medieval del bufón, juglar o arlequín.